# Guardiola de Berguedà
Guardiola de Berguedà est une commune de la communauté de Catalogne en Espagne, située dans la Province de Barcelone. Elle appartient à la comarque de Berguedà.

## Géographie
Elle est située à la confluence des rivières Bastareny et Llobregat.

## Démographie
| Année | Population |
| ----- | ---------- |
| 1900  | 589        |
| 1930  | 1336       |
| 1950  | 1334       |
| 1970  | 1848       |
| 1986  | 1132       |
| 2005  | 926        |

## Économie
L'économie locale est basée sur l'extraction du lignite.